# L. Onerva
Hilja Onerva Lehtinen (née le 28 avril 1882 à Helsinki et morte le 1er mars 1972 à Helsinki), connue sous son nom de plume L. Onerva, est une poétesse finlandaise. Elle a aussi écrit des nouvelles et des romans, a travaillé comme traductrice et critique littéraire,,.

## Son œuvre
L. Onerva est un auteur radical et elle est très contestée à son époque car elle écrit à l'encontre de la morale de son temps.
Dans ses ouvrages, elle met l'accent sur le droit des individus d'agir librement et de faire des choix de façon indépendante.
Ses écrits sont controversés parmi ses contemporains, mais ils ont aussi du succès. Elle reçoit le Prix de la littérature de l'État finlandais en 1909, 1910, 1911, 1921, 1923, 1927 et en 1933.
En 1944, on lui décerne la prix Aleksis Kivi. 
Ses premiers poèmes sont influencés par la poésie d'Eino Leino et par la suite ses ouvrages portent l'influence du mouvement Tulenkantajat dont elle est membre.
La carrière littéraire de L. Onerva commence quand elle envoie quelques-uns de ses poèmes à Maila Talvio en 1899. 
Maila Talvio ne s'estime pas apte à évaluer ces écrits et elle présente L. Onerva à Juhana Heikki Erkko pour qu'il commente ses poèmes.
Juhanna Erkko lui donne des conseils d'écriture, essaye de lui trouver un éditeur et lui donne son nom de plume L. Onerva.
Bien qu'il n'aient pu lui trouver un éditeur, ils réussissent à publier quelques poèmes choisis dans un album intitulé Nuori Suomi ("Jeune Finlande").
Le premier recueil de poèmes de L. Onerva est publié en 1904 grâce à l'aide de Albert Gebhard (fi). 
Le recueil est bien reçu par la critique et par les lecteurs.
En particulier, les jeunes lecteurs sont attirés par son audace et sa forme non conventionnelle.
En 1905, Onerva commence à écrire une nouvelle intitulée Mirdja, qui deviendra finalement un roman.
Onerva est intéressée par le symbolisme et le mouvement décadent dont les influences sont visibles dans Mirdja. 
Le roman donne corps au narcissisme décadent.
Mirdja admire sa propre beauté et attend d'un homme qu'il admire aussi.
Mirdja fait face au problème de chercher à réconcilier l'individualisme d'une femme indépendante et l’amour.
Les expérimentations de Mirdja à tenir différents rôles féminins et différentes façons d'aimer restent cependant infructueuses.
Les vies de Mirdja et de L. Onerva ont de nombreux points communs: Mirdja épouse Runar et Onerva épouse Väinö Streng, et toutes les deux prennent conscience que leur vie maritale ne comble pas leurs attentes.
Le roman Mirdja fait apparaître le personnage de Rolf Tanne, dont certains pensent qu'il est basé sur Eino Leino. 
Le roman Mirdja est publié en 1908 et, dans un premier temps, provoque beaucoup de rejet. 
Mirdja plaide en faveur de la liberté érotique et exprime du mépris pour les valeurs familiales traditionnelles.
Le roman est bien reçu par de jeunes intellectuels qui apprécient sa représentation des pensées et des émotions d'une femme indépendante.
Mirdja remporte le prix de la littérature de l'État finlandais de 1908, ce qui suscite des oppositions et le magazine Kotimaa (fi) publie des objections de femmes à la nomination de L. Onerva.  
L. Onerva utilise aussi ses propres expériences dans la nouvelle Inari publiée en 1913 dans laquelle le personnage Inari est une femme dont l'amour vacille entre deux hommes, l'artiste Porkka et la pianiste Alvia.
Selon L. Onerva, les personnages masculins sont basés sur Eino Leino et Leevi Madetoja.

## Ouvrages

### Poésie
- Sekasointuja (1904). Helsinki: Lilius & Hertzberg
- Runoja (1908)
- Särjetyt jumalat. Runoja (1910). Helsinki: Éditions Otava
- Iltakellot. Runoja (1912). Helsinki: Kustannusosakeyhtiö Kirja
- Kaukainen kevät (1914). Helsinki: Éditions Otava
- Liesilauluja (1916). Helsinki: Éditions Otava
- Murattiköynnös, Helsinki, Ahjo, 1918 (ISBN 952-5439-79-8)
- Lyhtylasien laulu (1919)
- Elämän muukalainen. Sikermä unikuvia (1921). Helsinki: Kustannusosakeyhtiö Kirja
- Jerusalemin suutari (1921)
- Sielujen sota (1923)
- Maan tomu-uurna. Runoja (1925). Helsinki: Éditions Otava
- Liekki. Runoja (1927). Helsinki: Éditions Otava
- Yö ja päivä (1933)
- Pursi. Kohtalovirsiä (1945). Helsinki: Éditions Otava
- Kuilu ja tähdet (1949)
- Iltarusko (1952)
- Valittuja runoja (1919)
- Valittuja runoja 1–2 (1927)
- Helena Anhava (ed.), Etsin suurta tulta: valitut runot 1904–1952, Helsinki, Éditions Otava, 1984 (ISBN 951-1-07819-4)
- Toisillemme. L. Onerva–Eino Leino, Valikoima runoja (1986)
- Hannu Mäkelä (ed.), Liekkisydän: valitut runot, Helsinki, Éditions Tammi, 2010 (ISBN 978-951-31-5248-2)

### Nouvelles
- Murtoviivoja (1909)
- Nousukkaita (1911)
- Mies ja nainen (1912)
- Vangittuja sieluja (1915)
- Neitsyt Maarian lahja (1918)
- Salainen syy (1923)
- Uponnut maailma ynnä muita satukuvia unen ja toden mailta (1925)
- Häistä hautajaisiin (1934)
- Pursi (1945)
- Iltarusko (1952)

### Romans
- Mirdja, Suomalaisen Kirjallisuuden Seura, 1908, 364 p. (ISBN 9789517463690)
- Inari, Kirja, 1913, 251 p.
- Yksinäisiä (1917)

### Traductions
- (fi) Ranskalaista laulurunoutta. Musset/Verlaine/Baudelaire [« Poésie française Musset/Verlaine/Baudelaire »], Helsinki, Éditions Otava, 1912

### Autres
- Runoilija ja ihminen I–II (1932). (Biographie d’Eino Leino)
- Valitut teokset (1956)
- Yölauluja, L. Onervan ja Leevi Madetojan kirjeitä 1910–1946, SKS 2006, ed. Anna Makkonen ja Marja-Leena Tuurna.

## Prix et reconnaissance
- Prix national de littérature, 1909, 1910, 1911, 1921, 1923, 1927 et 1933[4]
- Prix Aleksis-Kivi, 1944
- Médaille Pro Finlandia, 1967

## Sources bibliographiques
- Anna Kortelainen, Naisen tie. L. Onervan kapina, Helsinki, Éditions Otava, 2006 (ISBN 9789511206651)
- Hannu Mäkelä, Nalle ja Moppe – Eino Leinon ja L. Onervan elämä, Helsinki, Éditions Otava, 2003 (ISBN 951-1-18199-8)
- Reetta Nieminen, Elämän punainen päivä. L. Onerva 1882–1926, Helsinki, Suomalaisen Kirjallisuuden Seura, 1982 (ISBN 9517172907)
- Lea Rojola (ed.), Suomen kirjallisuushistoria 2, Helsinki, Suomalaisen Kirjallisuuden Seura, 1999 (ISBN 951-717-887-5)